# NGC 3707
NGC 3707 је елиптична галаксија у сазвежђу Пехар која се налази на NGC листи објеката дубоког неба.
Деклинација објекта је - 11° 32' 34" а ректасцензија 11h 30m 11,5s. Привидна величина (магнитуда) објекта NGC 3707 износи 14,7 а фотографска магнитуда 15,7. NGC 3707 је још познат и под ознакама NPM1G -11.0301, PGC 35446.